# Halo (grupo)
Halo (hangul: 헤일로; acrônimo de Hexágono de Absoluta Luz e Organização) é um boy group sul-coreano formado pela Histar Entertainment em Seul, Coreia do Sul. O grupo é composto por seis membros: Dino, Inhaeng, Ooon, Jaeyong, Heecheon e Yoondong. Tiveram sua estreia em 26 de junho de 2014, com o single "Fever".

## Membros
- Dino (hangul: 디노), nascido Jo Sung-ho (hangul: 조성호) em 25 de dezembro de 1990 (34 anos).
- Inhaeng (hangul: 인행), nascido Lee In-haeng (hangul: 이인행) em 21 de abril de 1992 (32 anos).
- Ooon (hangul: 오운), nascido Jung Young-hoon (hangul: 정영훈) em 15 de janeiro de 1993 (32 anos).
- Jaeyong (hangul: 재용), nascido Kim Jae-yong (hangul: 김재용) em 13 de fevereiro de 1994 (31 anos).
- Heecheon (hangul: 희천), nascido Kim Hee-cheon (hangul: 김희천) em 2 de setembro de 1994 (30 anos).
- Yoondong (hangul: 윤동), nascido Kim Yoon-dong (hangul: 김윤동) em 19 de fevereiro de 1995 (30 anos).

## Discografia

### Álbuns de estúdio
| Título                                               | Detalhes do álbum | Pico do gráfico de posições | Vendas       |         |
| Título                                               | Detalhes do álbum | JPN                         | Vendas       |         |
| Japonês                                              | Japonês | Japonês                     | Japonês      | Japonês |
| ---------------------------------------------------- | --- | --------------------------- | ------------ | ------- |
| Halo no fushigina resutoran HALOの不思議なレストラン | - Lançado Em: 6 De Setembro 2017 - Gravadora: Histar Entertainment, A Pony Canyon - Formatos: CD, download digital Track listing 1. Jasmine 2. Heaven Heaven 3. Fever-Japanese ver.- 4. Mariya -Japanese ver.- 5. Good Feeling-Japanese ver.- 6. 僕たち、晴れ 7. Come On Now-Japanese ver.- 8. Milk (ミルク) (Hee Cheon Solo) 9. Fortune Cookie (フォーチュン・クッキー) (In Haeng Solo) 10. Onion Soup (オニオンスープ) (Yoon Dong Solo) 11. Ice Cream Syndrome (アイスクリームシンドローム) (Jae Yong Solo) 12. 最愛 (Dino Solo) 13. ひまわりの約束 (Ooon Solo) | 57                          | - JPN: 1,117 |         |

### Extended plays (EPs)
| Título     | Detalhes do álbum | Pico do gráfico de posições | Vendas        |         |
| Título     | Detalhes do álbum | KOR                         | Vendas        |         |
| Coreano    | Coreano | Coreano                     | Coreano       | Coreano |
| ---------- | --- | --------------------------- | ------------- | ------- |
| Young Love | - Lançado Em: 3 De Dezembro De 2015 - Gravadora: Histar Entertainment, Interpark - Formatos: CD, download digital Track listing 1. Feels Good (느낌이 좋아) 2. Unexpected Fortune (뜻밖에 행운이야) 3. I Wanna Hold Your Hand 4. Sleepless (잠이 안오네) 5. Give Happiness (행복하게 해줄게) | 14                          | - KOR: 4,136+ |         |
| Happy Day  | - Lançado Em: 2 De Setembro De 2016 - Gravadora: Histar Entertainment, Interpark - Formatos: CD, download digital Track listing 1. Popcorn (팝콘) 2. Mariya (마리야) 3. Shoot Away (싹 다 버려) 4. Yours (네 편) 5. Our Sunny (우리, 맑음)                                                   | 14                          | - KOR: 2,446+ |         |
| Here I Am  | - Lançado Em: 6 De Julho De 2017 - Gravadora: Histar Entertainment, Interpark - Formatos: CD, download digital Track listing 1. Here I Am (여기여기) 2. Flying 3. I'm Scared (겁이 나) 4. Traveling Boy (여행소년 / 旅行少年) 5. Here I Am (여기여기) inst.                                  | 16                          | - KOR: 2,427+ |         |

### Single álbuns
| Título        | Detalhes do Álbum | Pico do gráfico de posições | Pico do gráfico de posições | Vendas        |
| Título        | Detalhes do Álbum | KOR                         | JPN                         | Vendas        |
| Korean        | Korean | Korean                      | Korean                      | Korean        |
| ------------- | --- | --------------------------- | --------------------------- | ------------- |
| 38°C          | - Lançado Em: 26 De Junho De 2014 - Gravadora: Histar Entertainment, LOEN Entertainment - Formatos: CD, download digital Track listing 1. Do You Hear Me (들리니) 2. Fever (체온이 뜨거워) 3. Something Pretty Bad (이쁜게 죄야) 4. Go Away                                                                                          | 17                          | —                           | - KOR: 6,465+ |
| Hello Halo    | - Lançado Em: 20 De Novembro De 2014 - Gravadora: Histar Entertainment, LOEN Entertainment - Formatos: CD, download digital Track listing 1. Hello Halo 2. Come On Now (어서 이라온now) 3. California (캘리포니아) 4. 3 Minutes Of Play (3분만 놀자!)                                                                                | 6                           | —                           | - KOR: 8,701+ |
| Grow Up       | - Lançado Em: 28 De Maio de 2015 - Gravadora: Histar Entertainment, Interpark - Formatos: CD, download digital Track listing 1. While You’re Sleeping (니가 잠든 사이에) 2. Nothing On You (손가락 걸고) 3. Sparkly (눈부셔) 4. While You Were Sleeping (니가 잠든 사이에) remix 5. While You Were Sleeping (니가 잠든 사이에) inst. | 11                          | —                           | - KOR: 5,985+ |
| Japonês       | |                             |                             |               |
| Heaven Heaven | - Lançado Em: 8 De Julho de 2016 - Gravadora: Histar Entertainment, Pony Canyon - Formatos: CD, download digital Track listing 1. Heaven Heaven 2. Good Feeling 3. Heaven Heaven inst. 4. Good Feeling inst. | —                           | 50                          | —             |
| Jasmine       | - Lançado Em: 15 De Março De 2017 - Gravadora: Histar Entertainment, Pony Canyon - Formatos: CD, download digital Track listing 1. Jasmine 2. Mariya 3. Jasmine inst. 4. Mariya inst. | —                           | 20                          | —             |

### Singles
| Título                                                             | Ano     | Pico do gráfico de posições | Pico do gráfico de posições | Vendas  | Álbum            |
| Título                                                             | Ano     | KOR                         | JPN                         | Vendas  | Álbum            |
| Coreano                                                            | Coreano | Coreano                     | Coreano                     | Coreano | Coreano          |
| ------------------------------------------------------------------ | ------- | --------------------------- | --------------------------- | ------- | ---------------- |
| "Fever" (체온 뜨거워)                                              | 2014    | —                           | —                           | —       | 38°C             |
| "Come On Now" (어서이리온now)                                      | 2014    | —                           | —                           | —       | Hello Halo       |
| "Surprise" (서프라이즈)                                            | 2015    | —                           | —                           | —       | Non-album single |
| "While You're Sleeping" (니가 잠든 사이에)                         | 2015    | —                           | —                           | —       | Grow Up          |
| "Feels Good" (느낌이 좋아)                                         | 2015    | —                           | —                           | —       | Young Love       |
| "Mariya" (마리야)                                                  | 2016    | —                           | —                           | —       | Happy Day        |
| "Here I Am" (여기여기)                                             | 2017    | —                           | —                           | —       | Here I Am        |
| Japonês                                                            |         |                             |                             |         |                  |
| "Fever"                                                            | 2015    | —                           | —                           | —       | Non-album single |
| "Heaven Heaven"                                                    | 2016    | —                           | 50                          | —       | Heaven Heaven    |
| "Jasmine"                                                          | 2017    | —                           | 20                          | —       | Jasmine          |
| "—" quer dizer que os lançamentos não atingiram posição em charts. |         |                             |                             |         |                  |